# Alphonse Wright
Alphonse Wright est un footballeur anglais né le 2 septembre 1887 et mort le 10 novembre 1953.

## Biographie
Milieu de terrain au Racing Club de Bruxelles, il est le deuxième cas de joueur anglais à avoir évolué en équipe de Belgique. Il joue cinq rencontres en 1906 et 1907, à une époque où l'URBSFA, sélectionnait, pour l'équipe nationale belge, tout joueur participant aux championnats belges, quelle que soit sa nationalité.

## Palmarès
- International belge de 1906 à 1907 (5 sélections)
- premier match international : le 22 avril 1906, France-Belgique, 0-5 (match amical)
- Champion de Belgique en 1908 avec le Racing Club de Bruxelles
- Vainqueur de la Coupe de Belgique en 1912 avec le Racing Club de Bruxelles